# Велизаде, Осман-эфенди
Осман-эфенди Велизаде (азерб. Osman Əfəndi Vəlizadə; Биринджи Шихлы — 1847) — второй муфтий мусульман Кавказа с 1842 по 1847/1850 годы.

## Биография
Родился в селе Биринджи Шихлы Казахского уезда в семье видного азербайджанского поэта Моллы Вели Видади. Первое образование получил от отца. Овладев традиционными восточными науками и русским языком, с юности был известен как уважаемый учёный и педагог в Казахском, Борчалинском и Тбилисском уездах.
После увольнения муфтия Таджуддина Мустафина, в 1842 году по предложению генерала Головина был назначен 2-м муфтием Кавказа.
В декабре 1847 года, после открытия первого шиитского медресе в Тбилиси, муфтий Осман-эфенди поставил перед наместником Воронцовым вопрос об открытии суннитского медресе с аналогичным уставом, что было осуществлено в 1848 году. В 1849 году состоялось торжественное открытие школы. Студенты были освобождены от платы за обучение, а иностранцы остались в пансионе при медресе. Школа содержалась на средства мечети.
Умер в 1850 году. В должности ему наследовал сын — Мухаммед-эфенди Муфтизаде.